# گرداو (آلمان)
گرداو (به آلمانی: Gerdau) یک شهر در آلمان است که در Suderburg واقع شده‌است. گرداو ۱٬۵۶۷ نفر جمعیت دارد.